# Flugplatz Amlikon

i7
i11
i13
Der Flugplatz Amlikon (ICAO-Code LSPA) ist ein privates Segelflugfeld (PPR, nur Segelflug) auf dem Gebiet der thurgauischen Gemeinde Amlikon-Bissegg in der Schweiz. Er wird von der Segelfluggruppe Cumulus in Amlikon betrieben.

## Geschichte
Die Segelfluggruppe Cumulus wurde 1945 gegründet und benutzte zusammen mit der Motorfluggruppe Thurgau den Artillerieübungsplatz Grosse Allmend Frauenfeld als Fluggelände. 1962 beanspruchte das Militär das Flugfeld zusätzlich noch als Panzerübungsgelände, was die Motor- und Segelflieger zur Flugplatzsuche zwang. Auf Grund der unterschiedlichen Bedürfnisse, insbesondere der Segelflug-Windenstarte, entschieden sich die Gruppen für getrennte Flugplätze. Die Motorfluggruppe Thurgau wurde in Lommis fündig, und die Segelfluggruppe Cumulus fand ein Gelände im Thurvorland der Gemeinde Amlikon.
Mit eigenen Mitteln wurde 1962 das Gelände planiert, eine Strasse versetzt sowie Hangar, Garage, Aufenthalts- und Schlafräume gebaut. Am 12. Mai 1963 erfolgte der erste Start, und am 9. und 10. Juli 1963 fand die offizielle Einweihung statt.
Dank einem Bundesdarlehen konnte 1973 bis 1974 die Erweiterung mit Werkstatthalle, Hangarverlängerung und ARA-Anschluss ausgeführt werden. Mit eigenen Mitteln entstand zugleich ein Kleinschwimmbad und der gruppeneigene Campingplatz.

## Infrastruktur
- Hangar mit Platz für 11 montierte Segelflugzeuge (einzeln hangarierbar)
- Werkstatthalle
- Garage
- Büro und Theorieraum
- Aufenthaltsraum
- Sanitärtrakt mit Kleinschwimmbad
- Campingplatz

## Heutige Nutzung
Die Segelfluggruppe Cumulus betreibt Wochenendbetrieb. In der eigenen Flugschule werden Segelflugpiloten nach den Vorschriften des Bundesamtes für Zivilluftfahrt (BAZL) ausgebildet. Als Starthilfen stehen eine 6-Trommel-Seilwinde sowie zwei Schleppflugzeuge zur Verfügung.
In den Jahren 1970, 1977, 1996 und 2013 fanden die Schweizer Segelflugmeisterschaften auf dem Flugplatz Amlikon statt.
Seit 2015 nutzt die Schweizer Wetterfirma Meteomatics den Flugplatz Amlikon für Testflüge und für die Weiterentwicklungen ihrer Wetterdrohnen. Seit 2017 fliegen die Wetterdrohnen von Meteomatics regelmässig in der Nacht, um Wetterdaten zur Ergänzung der lokalen Wettervorhersagen zu liefern.